# Cipetung
Cipetung is een bestuurslaag in het regentschap Brebes van de provincie Midden-Java, Indonesië. Cipetung telt 1823 inwoners (volkstelling 2010).